# Србија на Светском првенству у воденим спортовима 2011.
Србија је учествовала на Светском првенству у воденим спортовима 2011. у Шангају, у Кини.
Репрезентација Србије се такмичила у два спорта пливању и ватерполу са укупно 21. такмичарем од којих је било 19 мушкараца и две жене.
Титулу светског првака бранили су Милорад Чавић 50 м делфин, Нађа Хигл 200 м прсно и Ватерполо репрезентација Србије победници на Светском првенству у воденим спортовима 2009., али без успеха.
Према освојеним медаљама Србија је у укупном пласману делила 23 место са Пољском.

## Освајачи медаља
| Медаља | Име | Спорт     | Дисциплина   | Датум    |
| ------ | --- | --------- | ------------ | -------- |
|        | Слободан Соро Марко Аврамовић Живко Гоцић Вања Удовичић (кап) Милош Ћук Душко Пијетловић Слободан Никић Милан Алексић Никола Рађен Филип Филиповић Андрија Прлаиновић Стефан Митровић Гојко Пијетловић | Ватерполо | Мушки турнир | 30. јули |

## Пливање
Пливачку репрезентацију Србије представљало је 8 пливача (6 мушкараца и 2 жене)

### Мушкарци
| Пливач              | Дисциплина     | Лич. рек. | Групе      | Групе   | Полуфинале       | Полуфинале       | Финале           | Финале           | Детаљи         |
| Пливач              | Дисциплина     | Лич. рек. | Време      | Плас.   | Време            | Плас.            | Време            | Плас.            | Детаљи         |
| ------------------- | -------------- | --------- | ---------- | ------- | ---------------- | ---------------- | ---------------- | ---------------- | -------------- |
| Велимир Стјепановић | 100 м слободно | 49,56     | 50,14      | 37 /108 | Није се пласирао | Није се пласирао | Није се пласирао | Није се пласирао | [ мртва веза ] |
| Велимир Стјепановић | 400 м слободно | 3:57,30   | 3:54,87    | 26 / 49 |                  |                  | Није се пласирао | Није се пласирао |                |
| Велимир Стјепановић | 200 м делфин   | 1:59,36   | 1:57,40 НР | 19 /40  | Није се пласирао | Није се пласирао | Није се пласирао | Није се пласирао | [ мртва веза ] |
| Радован Сиљевски    | 200 м слободно | 1:49,21   | 1:51,42    | 35 / 60 | Није се пласирао | Није се пласирао | Није се пласирао | Није се пласирао | [ мртва веза ] |
| Стефан Шорак        | 800 м слободно | 8:22,99   | 8:14,45 НР | 36 / 51 |                  |                  | Није се пласирао | Није се пласирао | [ мртва веза ] |
| Чаба Силађи         | 50 м прсно     | 27,27     | 27,93      | 14 КВ   | 27,89            | 16 / 51          | Није се пласирао | Није се пласирао | [ мртва веза ] |
| Чаба Силађи         | 100 м прсно    | 59,90     | 1:01,59    | 31 / 83 | Није се пласирао | Није се пласирао | Није се пласирао | Није се пласирао |                |
| Милорад Чавић       | 50 м делфин    | 22,67     | 23,76      | 12 КВ   | 23,59            | 12 / 56          | Није се пласирао | Није се пласирао | [ мртва веза ] |
| Милорад Чавић       | 100 м делфин   | 48,15     | 52,67      | 18 / 66 | Није се пласирао | Није се пласирао | Није се пласирао | Није се пласирао | [ мртва веза ] |
| Иван Ленђер         | 50 м делфин    | 23,51     | 23,51      | 5 КВ    | 23,54            | 11 / 56          | Није се пласирао | Није се пласирао | [ мртва веза ] |
| Иван Ленђер         | 100 м делфин   | 53,84     | 53,14      | 24 /66  | Није се пласирао | Није се пласирао | Није се пласирао | Није се пласирао | [ мртва веза ] |

### Жене
| Пливач                | Дисциплина     | Лич. рек. | Групе   | Групе   | Полуфинале        | Полуфинале        | Финале            | Финале            | Детаљи         |
| Пливач                | Дисциплина     | Лич. рек. | Време   | Плас.   | Време             | Плас.             | Време             | Плас.             | Детаљи         |
| --------------------- | -------------- | --------- | ------- | ------- | ----------------- | ----------------- | ----------------- | ----------------- | -------------- |
| Мирослава Најдановски | 50 м слободно  | 25,21     | 26,09   | 29 /95  | Није се пласирала | Није се пласирала | Није се пласирала | Није се пласирала | [ мртва веза ] |
| Мирослава Најдановски | 100 м слободно | 54,73     | 56,42   | 36 / 79 | Није се пласирала | Није се пласирала | Није се пласирала | Није се пласирала | [ мртва веза ] |
| Нађа Хигл             | 200 м прсно    | 2:21,62   | 2:27,39 | 11 КВ   | 2:25,56           | 8 КВ              | 2:25,93           | 6 / 38            | [ мртва веза ] |

## Ватерполо

### Мушкарци
Ватерполо репрезентација је бројала 13 играча.

## Састав репрезентације на Светско првенству 2011
| Број | Позиција | Играч               | Тренутни клуб      | Рођен               |
| ---- | -------- | ------------------- | ------------------ | ------------------- |
| 1    | голман   | Слободан Соро       | Партизан Рајфајзен | 23. децембар 1978.  |
| 2    | бек      | Марко Аврамовић     | без клуба          | 24. август 1986.    |
| 3    | спољни   | Живко Гоцић         | Солнок             | 22. август 1982.    |
| 4    | бек      | Вања Удовичић (кап) | Младост Загреб     | 12. септембар 1982. |
| 5    | спољни   | Милош Ћук           | Партизан Рајфајзен | 21. децембар 1990.  |
| 6    | центар   | Душко Пијетловић    | Про Реко           | 25. април 1985.     |
| 7    | центар   | Слободан Никић      | Про Реко           | 25. јануар 1985.    |
| 8    | бек      | Милан Алексић       | Партизан Рајфајзен | 13. мај 1986.       |
| 9    | бек      | Никола Рађен        | Хиос               | 29. јануар 1985.    |
| 10   | спољни   | Филип Филиповић     | Про Реко           | 2. мај 1987.        |
| 11   | спољни   | Андрија Прлаиновић  | Про Реко           | 28. април 1987.     |
| 12   | спољни   | Стефан Митровић     | Партизан Рајфајзен | 29. март 1988.      |
| 13   | голман   | Гојко Пијетловић    | Црвена звезда Вет  | 7. август 1983.     |
|      | селектор | Дејан Удовичић      |                    |                     |

## Резултати и пласман

### Група Б
| Датум Време   | Противник  | Резултат                    | Стрелци за Србију                                                                            | Детаљи                                    |
| ------------- | ---------- | --------------------------- | -------------------------------------------------------------------------------------------- | ----------------------------------------- |
| 18. јул 16,30 | Кина       | 17 : 5 (5:1, 3:0, 2:2, 7:2) | Филиповић 4, Ћук 3, Удовичић, Д. Пијетловић, Алексићи и Пирлаиновић 2, Аврамовић и Митровћ 1 | Архивирано на веб-сајту (26. август 2012) |
| 20. јул 9,30  | Румунија   | 12 : 5 (3:1, 3:1, 3:1, 3:2) | Д. Пијетловић 4, Удовичић 3, Прлаиновић 2, Аврамовић, Ћук и Никић по 1                       | Архивирано на веб-сајту (26. август 2012) |
| 22. јул 19,40 | Аустралија | 12 : 9 (5:3, 2:1, 3:2, 2:3) | Филиповић 5, Удовичић, Д. Пијетловић и Митровић 2 и Прлаиноцић 1                             | Архивирано на веб-сајту (26. август 2012) |

### Табела групе Б
| Екипа      | Игр | Поб | Нер | Изг | ДГ | ПГ | ГР  | Бод |
| ---------- | --- | --- | --- | --- | -- | -- | --- | --- |
| Србија     | 3   | 3   | 0   | 0   | 41 | 19 | +22 | 9   |
| Аустралија | 3   | 2   | 0   | 1   | 30 | 27 | +3  | 6   |
| Румунија   | 3   | 1   | 0   | 2   | 27 | 31 | -4  | 3   |
| Кина       | 3   | 0   | 0   | 3   | 22 | 43 | -21 | 0   |

| Датум Време   | Противник    | Резултат                                  | Стрелци за Србију                                                                                   | Детаљи                                      |
| Четвртфинале  | Четвртфинале | Четвртфинале                              | Четвртфинале                                                                                        | Четвртфинале                                |
| ------------- | ------------ | ----------------------------------------- | --------------------------------------------------------------------------------------------------- | ------------------------------------------- |
| 26. јул 15,20 | Немачка      | 9 : 4 (2:0, 0:1, 4:3, 3:0)                | Филиповић 4, Д. Пијетловић 3 и Удовичић 2                                                           | Архивирано на веб-сајту (2. септембар 2012) |
| Полуфинале    |              |                                           | |                                             |
| 28. јул 16,50 | Мађарска     | 15 : 14 (2:1, 7:5, 3:3, 1:4, прод. 1:2)   | Д. Филиповић и Прлаиновић 3, Митровић и Никић 2, Удовичић, Гоцић, Алексић, Ћук и Д. Пијетловић по 1 | Архивирано на веб-сајту (2. септембар 2012) |
| Финале        |              |                                           | |                                             |
| 30. јул 21,00 | Италија      | 7 : 8 (0:1, 2:0, 1:4, 3:1 прод: 1:2, 0:0) | Филиповић 3, Удовичић, Ћук, Никић и Прлаиновић по 1                                                 | Архивирано на веб-сајту (2. септембар 2012) |

У коначном пласману Ватерполо репрезентацуја Србије је освојила друго место и сребрну медаљу.
За најбољег играча ватерполо турнира проглашен је Филип Филиповић, који се са Андријом Прлаиновићем нашао у идеалном тиму светског првенства.
Најбољи стрелац репрезентације Србије био је Филип Филиповић са постигнутих 19 голова, чиме је био други стрелац светског првенства.

## Биланс медаља
| Ранг | Држава | Злато | Сребро | Бронза | Укупно |
| =23. | Србија | 0     | 1      | 0      | 1      |